# Qu'elle était verte ma vallée
Pour plus de détails, voir Fiche technique et Distribution.
 (septembre 2021).
Si vous disposez d'ouvrages ou d'articles de référence ou si vous connaissez des sites web de qualité traitant du thème abordé ici, merci de compléter l'article en donnant les références utiles à sa vérifiabilité et en les liant à la section « Notes et références ».
Qu'elle était verte ma vallée (How Green Was My Valley) est un film américain réalisé par John Ford, sorti en 1941, et adapté du roman éponyme de Richard Llewellyn publié en 1939.

## Synopsis
Le film se déroule dans un village minier du Pays de Galles à la fin du 19ème siècle et au début du 20ème siècle.  Il raconte la vie des mineurs à travers la famille Morgan, profondément unie sous l'autorité du patriarche, Gwilym Morgan (Donald Crisp) et de la tendre attention de son épouse Beth Morgan (Sara Allgood).  L’histoire est contée du point de vue du plus jeune enfant de Gwilym et Beth, Hew Morgan (Roddy McDowall) : les joies, les affrontements, les renoncements, les sacrifices, la grève, les accidents de la mine, l'émigration… Une atmosphère baignée par la culture biblique et des personnages inoubliables.

## Fiche technique

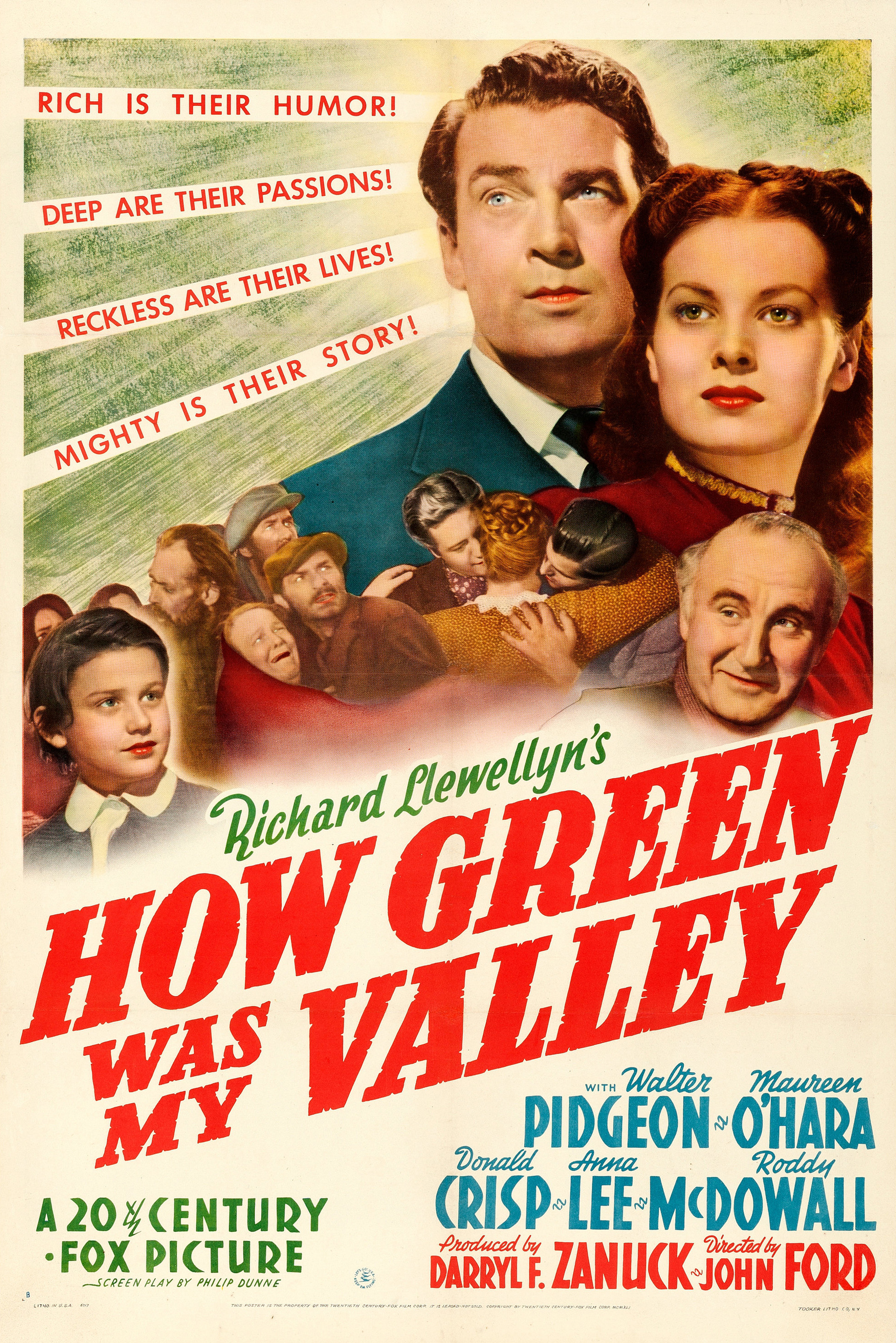
Affiche alternative du film (style B)

- Titre : Qu'elle était verte ma vallée
- Titre original : How Green Was My Valley
- Réalisation : John Ford
- Scénario : Philip Dunne d'après le roman de Richard Llewellyn
- Musique : Alfred Newman
- Photographie : Arthur C. Miller
- Montage : James B. Clark
- Direction artistique : Richard Day et Nathan Juran
- Décors : Thomas Little
- Costumes : Gwen Wakeling et Sam Benson (non crédité)
- Production : Darryl F. Zanuck
- Société de production et de distribution : Twentieth Century Fox
- Pays d'origine :  États-Unis
- Langue : anglais
- Format : Noir et blanc - Mono (Western Electric Mirrophonic Recording) - 35 mm
- Genre : Drame, romance
- Durée : 118 minutes
- Dates de sortie : 
  - États-Unis : 
    - 28 octobre 1941 (première mondiale à New York,  New York)
    - 26 novembre 1941 (première à Scranton et à Wilkes-Barre,  Pennsylvanie)
    - 8 janvier 1942 (première à Los Angeles)

  - France : 25 juillet 1946
- Affiche : Bernard Lancy (France)

## Distribution

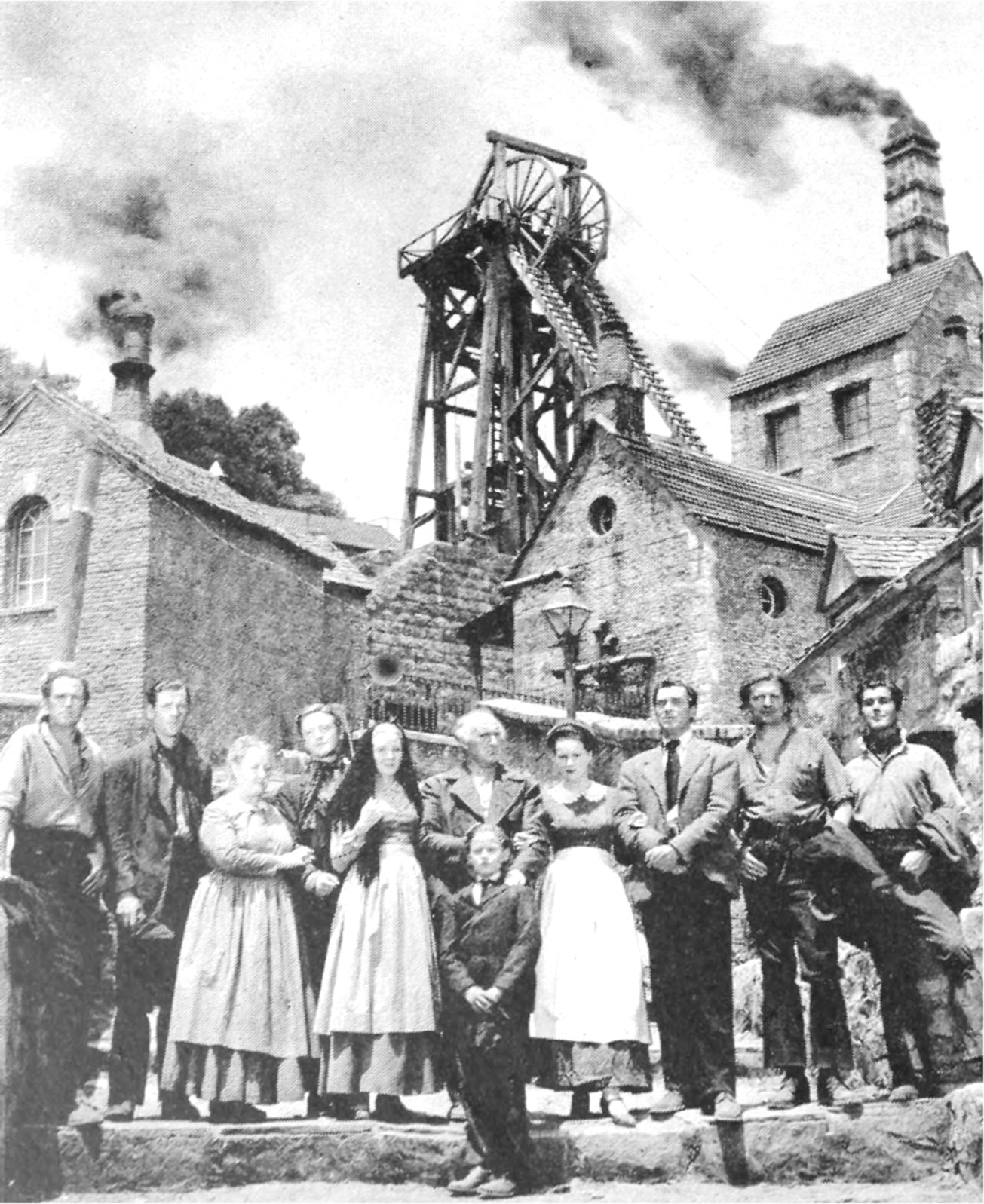
Les acteurs du film.

- Walter Pidgeon (VF : Jean Martinelli) : Mr. Gruffydd
- Maureen O'Hara (VF : Colette Adam) : Angharad, future Mme Iestyn Evans
- Anna Lee (VF : Marie-Laurence) : Bronwyn, future Mme Ivor Morgan
- Donald Crisp (VF : Jean Toulout) : Gwilym Morgan Sr.
- Roddy McDowall (VF : Serge Emrich) : Huw Morgan
- John Loder (VF : Pierre Leproux) : Ianto Morgan
- Sara Allgood (VF : Lyane Delyane) : Mme Beth Morgan
- Barry Fitzgerald (VF : Henri Ebstein) : Cyfartha
- Patric Knowles : Ivor Morgan
- Morton Lowry (VF : Gérard Férat) : Mr. Jonas, l'instituteur
- Arthur Shields (VF : Alfred Pasquali) : Mr. Parry
- Ann E. Todd : Ceinwen
- Frederick Worlock (VF : Fernand Rauzena) : Dr. Richards
- Richard Fraser (VF : Roger Rudel) : Davy Morgan
- Evan S. Evans (VF : Michel André) : Gwilym Morgan Jr.
- James Monks : Owen Morgan
- Rhys Williams (VF : Jacques Ferréol) : Dai Bando
- Lionel Pape (VF : Allain Dhurtal) : Monsieur C. Evans, propriétaire de la mine
- Ethel Griffies : Mme Nicholas
- Marten Lamont : Iestyn Evans
- Dennis Hoey : Motschell (rôle supprimé au montage)

Acteurs non crédités
- Minta Durfee : une femme
- Mary Field : Eve
- Mary Gordon : une commère
- Tiny Jones : Mme Tossel
- Eve March : Meillyn Lewis
- Mae Marsh : la femme d'un mineur
- Merrill McCormick : un villageois
- Jack Pennick : le directeur de la mine
- Irving Pichel (VF : Jean Clarens) : voix de Huw Morgan adulte

## Autour du film
- Tournage de juin à août 1941 à San Fernando Valley en Californie.
- Coût de production : 1 250 000 dollars
- Recettes : 2 800 000 dollars
- Darryl F. Zanuck a joué un rôle considérable dans l'élaboration du film. Il aurait préféré que le film soit tourné par William Wyler, mais la Fox inquiète des dépassements de budget par ce dernier lui imposa John Ford. Ford a donc très peu participé à l'élaboration du film.
- Ford s'est inspiré de sa propre famille pour la famille Morgan, et plus spécialement de ses parents.
- La légende veut que les acteurs du film aient décidé de se revoir d'année en année.
- Dans l'album Chemtrails Over the Country Club de Lana Del Rey paru en 2021, la chanson Yosemite fait référence au film.

## Distinctions
- Oscars du cinéma
  - Meilleur film
  - Meilleur réalisateur
  - Meilleur second rôle masculin : Donald Crisp
  - Meilleure photographie
  - Meilleure direction artistique
  - Nominations pour le meilleur second rôle féminin, le meilleur scénario, le meilleur montage et la meilleure musique.
- New York Film Critics Circle Awards
  - Meilleur réalisateur

Le film a été inscrit au National Film Registry en 1990.